# 8998 Matthewizawa
8998 Matthewizawa è un asteroide della fascia principale. Scoperto nel 1981, presenta un'orbita caratterizzata da un semiasse maggiore pari a 3,2019595 UA e da un'eccentricità di 0,1814511, inclinata di 0,90765° rispetto all'eclittica.